# Miriam Vece
Miriam Vece (Crema, 16 de marzo de 1997) es una deportista italiana que compite en ciclismo en las modalidades de pista y ruta.
Ganó una medalla de bronce en el Campeonato Mundial de Ciclismo en Pista de 2020 y dos medallas de bronce en el Campeonato Europeo de Ciclismo en Pista, en los años 2020 y 2022.
En los Juegos Europeos de Minsk 2019 obtuvo una medalla de bronce en la prueba de 500 m contrarreloj.

## Medallero internacional
| Campeonato Mundial | Campeonato Mundial  | Campeonato Mundial | Campeonato Mundial |
| Año                | Lugar               | Medalla            | Competición        |
| ------------------ | ------------------- | ------------------ | ------------------ |
| 2020               | Berlín (Alemania)   | Medalla de bronce  | 500 m contrarreloj |
| Juegos Europeos    |                     |                    |                    |
| Año                | Lugar               | Medalla            | Competición        |
| 2019               | Minsk (Bielorrusia) | Medalla de bronce  | 500 m contrarreloj |
| Campeonato Europeo |                     |                    |                    |
| Año                | Lugar               | Medalla            | Competición        |
| 2020               | Plovdiv (Bulgaria)  | Medalla de bronce  | 500 m contrarreloj |
| 2022               | Múnich (Alemania)   | Medalla de bronce  | 500 m contrarreloj |